# Colac Bay
Colac Bay/Oraka est une petite localité de l’extrémité sud de l’Île du Sud de la Nouvelle-Zélande.

## Situation
Elle est localisée dans la baie du même nom, faisant face au détroit de Foveaux, et sur le trajet de la Route touristique du Sud (en), à 10 minutes de voiture de la ville de Riverton. Les villes alentour comprennent : Longwood, Tihaka, Waipango, Round Hill, Wakapatu, Ruahine, Pahia et Orepuki. Les collines de Colac Bay, le lac George, les collines d’Howellet, la chaîne de Longwood (en) constituent les caractéristiques géographiques du paysage. De certains endroits, l’île de Raratoka ou le centre de l’île Stewart/Rakiura peuvent être aperçues en regardant à travers le détroit de Foveaux. La ville domine la baie, avec sa plage de sable et est un lieu populaire bien connu sous le nom de Trees. C’est une plage qui présente des vagues, qui se brisent vers la droite et vers la gauche. L’extrémité de la baie est bonne pour la natation.

## Installations
La ville possède un café bien fréquenté, un magasin de cadeaux-souvenirs, un pub, un parc à caravanes, un hall communautaire et un marae. La ville est aussi caractérisée par une statue représentant un surfeur chevauchant une vague, qui est très bien connue des touristes.
Les collines derrière la ville de Colac font partie de la chaîne de Longwood (en), qui fut très populaire dans les premiers temps pour la recherche de l’or. Plus loin à l’ouest, les couches de shale furent aussi l’objet d’une exploitation minière pendant un certain temps. Dans la période de l’exploitation de l’or, il y avait un nombre significatif de villages chinois en direction de Orepuki, dont l’un s’appelait Canton.

## Toponymie
Le nom « Colac » est une contraction du nom du chef maori Korako, qui vivait là, étant un mot que les chasseurs de baleines européens prononçaient comme le mot anglais colic, pour Kolluck et Colac's Bay,. Avec l’adoption de la section 269 et du paragraphe 96 de la Ngāi Tahu Claim Settlement Act en 1998, Colac Bay est maintenant officiellement connu sous le nom de Colac Bay/Oraka. La baie elle-même est connue sous le nom maori de Taotao-parawa.

## Loisirs
La ligne de côte offre des possibilités de surf à mi-marée. La houle du sud se brise proprement à l’extrémité est de la berge de la baie de Colac près de Foreshore Road avec des rouleaux vers la droite et vers la gauche. Le spot de surf est connu par les locaux sous le nom de Trees.

## Climat
Le climat de Colac Bay, qui est identique à celui de la ville d'Invercargill à proximité, est un climat océanique (Cfb) selon la Classification de Köppen. L’eau de la mer devient la plus chaude en février atteignant les 12 à 15 °C, alors qu’elle est plus froide en août, avec 9 à 11 °C.
| Temperature moyenne de l'eau au niveau de Colac Bay (depuis 1984). |       |       |       |       |       |       |       |       |       |       |       |
| Janv                                                               | Fév   | Mars  | Avr   | Mai   | Juin  | Juil  | Août  | Sept  | Oct   | Nov   | Déc   |
| 13 °C                                                              | 13 °C | 13 °C | 12 °C | 11 °C | 10 °C | 10 °C | 10 °C | 10 °C | 10 °C | 11 °C | 12 °C |